# Elecciones municipales de Utcubamba de 1993
Las elecciones municipales de Utcubamba de 1993 se llevaron a cabo el 29 de enero de 1993 para elegir al alcalde y al Concejo Provincial de Utcubamba para el periodo 1993-1995. La elección se celebró simultáneamente con elecciones municipales en todo el país.
Estas elecciones estuvieron marcadas por la creciente presencia de listas independientes, que comenzaron a ganar terreno en la política local. Milecio Vallejos, alcalde en funciones y candidato de Acción Popular, logró la reelección. Derrotó a Roberto Ruiz, representante del Partido Aprista Peruano, quien ocupó el segundo lugar. Por primera vez en la historia de Utcubamba, una lista independiente alcanzó representación en el concejo provincial: Cambio 93, liderada por José Novoa.
En el ámbito distrital, Acción Popular se consolidó como el partido más votado, pero solo obtuvo el control de dos concejos distritales, incluyendo Cajaruro, el distrito más poblado. La lista independiente Cambio 93 emergió como una segunda fuerza política al ganar también dos concejos, destacando Cumba, el segundo distrito más poblado. Por su parte, el aprismo consiguió la alcaldía de Jamalca, mientras que Izquierda Unida logró la victoria en El Milagro.

## Sistema electoral
La Municipalidad Provincial de Utcubamba es el órgano administrativo y de gobierno de la provincia de Utcubamba. Está compuesta por el alcalde y el Concejo Provincial.
La votación del alcalde y el concejo se realiza en base al sufragio universal, que comprende a todos los ciudadanos nacionales mayores de dieciocho años, empadronados y residentes en la provincia de Utcubamba y en pleno goce de sus derechos políticos, así como a los ciudadanos no nacionales residentes y empadronados en la provincia de Utcubamba.
El Concejo Provincial de Utcubamba está compuesto por 14 regidores elegidos por sufragio directo para un período de tres (3) años, en forma conjunta con la elección del alcalde (quien lo preside). La votación es por lista cerrada y bloqueada. La votación es por lista cerrada y bloqueada. Se asigna a la lista ganadora los escaños según el método d'Hondt o la mitad más uno, lo que más le favorezca. Es elegido como alcalde el candidato que ocupe el primer lugar de la lista que haya obtenido la más alta votación.

## Partidos y candidatos
A continuación se muestra una lista de los principales partidos y alianzas electorales que participaron en las elecciones:
| Candidatura | Candidatura | Partidos y alianzas                                       | Candidatos | Candidatos              | Ideología                                | Ref. |
| ----------- | ----------- | --------------------------------------------------------- | ---------- | ----------------------- | ---------------------------------------- | ---- |
|             | AP          | Lista - Acción Popular (AP)                               |            | Milecio Vallejos Bravo  | Humanismo Nacionalismo cívico Reformismo |      |
|             | APRA        | Lista - Partido Aprista Peruano (APRA)                    |            | Roberto Ruiz Gómez      | Aprismo                                  |      |
|             | IND         | Lista - Lista Independiente Cambio 93                     |            | José Novoa Flores       | Localismo utcubambino                    |      |
|             | IND         | Lista - Lista Independiente Frente Independiente Libertad |            | Edgar Alvarado Zevallos | Localismo utcubambino                    |      |

## Resultados

### Sumario general
|                        |                                                   |              |              |              |           |           |
| Partidos y coaliciones | Partidos y coaliciones                            | Voto popular | Voto popular | Voto popular | Regidores | Regidores |
| Partidos y coaliciones | Partidos y coaliciones                            | Votos        | %            | ±pp          | Total     | +/−       |
|                        | Acción Popular (AP)                               | 3,828        | 58.23        | n/a          | 8         | n/a       |
|                        | Partido Aprista Peruano (APRA)                    | 1,828        | 27.81        | n/a          | 4         | n/a       |
|                        | Lista Independiente Cambio 93                     | 709          | 10.78        | n/a          | 2         | n/a       |
|                        | Lista Independiente Frente Independiente Libertad | 209          | 3.18         | n/a          | 0         | n/a       |
|                        |                                                   |              |              |              |           |           |
| Total                  | Total                                             | 6,574        |              |              | 14        | –5        |
|                        |                                                   |              |              |              |           |           |
| Votos válidos          | Votos válidos                                     | 6,574        | 73.81        | n/a          |           |           |
| Votos en blanco        | Votos en blanco                                   | 398          | 4.47         | n/a          |           |           |
| Votos nulos            | Votos nulos                                       | 1,935        | 21.72        | n/a          |           |           |
| Votos emitidos         | Votos emitidos                                    | 8,907        | 32.30        | n/a          |           |           |
| Abstenciones           | Abstenciones                                      | 18,667       | 67.70        | n/a          |           |           |
| Votantes registrados   | Votantes registrados                              | 27,574       |              |              |           |           |
|                        |                                                   |              |              |              |           |           |
| Fuente:                |                                                   |              |              |              |           |           |

### Concejo Provincial de Utcubamba
| Cargo                            | Autoridad electa         | Partido políticoa | Partido políticoa             |
| -------------------------------- | ------------------------ | ----------------- | ----------------------------- |
| Alcalde Provincial de Utcubamba  | Milecio Vallejos Bravo   |                   | Acción Popular                |
| Regidor Provincial de Utcubamba  | Walter Ocampo Fernández  |                   | Acción Popular                |
| Regidor Provincial de Utcubamba  | José Cubas Rojas         |                   | Acción Popular                |
| Regidor Provincial de Utcubamba  | Julio Flores Alberca     |                   | Acción Popular                |
| Regidor Provincial de Utcubamba  | Víctor Feria Puelles     |                   | Acción Popular                |
| Regidor Provincial de Utcubamba  | Turiano Izquierdo Arista |                   | Acción Popular                |
| Regidor Provincial de Utcubamba  | Roberto Vilchez Reátegui |                   | Acción Popular                |
| Regidor Provincial de Utcubamba  | Jorge Linares Zúñiga     |                   | Acción Popular                |
| Regidora Provincial de Utcubamba | Rosa Arica Otero         |                   | Acción Popular                |
| Regidor Provincial de Utcubamba  | Antonio Pastor Muñoz     |                   | Partido Aprista Peruano       |
| Regidor Provincial de Utcubamba  | Rómulo Merino Izquierdo  |                   | Partido Aprista Peruano       |
| Regidor Provincial de Utcubamba  | Pedro Vilcherres Paredes |                   | Partido Aprista Peruano       |
| Regidora Provincial de Utcubamba | Delia Mego Fuentes       |                   | Partido Aprista Peruano       |
| Regidor Provincial de Utcubamba  | Segundo Reyes Falla      |                   | Lista Independiente Cambio 93 |
| Regidor Provincial de Utcubamba  | Víctor Saavedra Vargas   |                   | Lista Independiente Cambio 93 |

## Elecciones municipales distritales

### Sumario general
| Partidos y coaliciones | Partidos y coaliciones                            | Voto popular | Voto popular | Voto popular | Alcaldías | Alcaldías |
| Partidos y coaliciones | Partidos y coaliciones                            | Votos        | %            | ±pp          | Total     | +/−       |
| ---------------------- | ------------------------------------------------- | ------------ | ------------ | ------------ | --------- | --------- |
|                        | Acción Popular (AP)                               | 1,757        | 35.63        | n/a          | 2         | n/a       |
|                        | Lista Independiente Cambio 93                     | 1,589        | 32.22        | n/a          | 2         | n/a       |
|                        | Partido Aprista Peruano (APRA)                    | 1,052        | 21.33        | n/a          | 1         | n/a       |
|                        | Lista Independiente Frente Independiente Libertad | 378          | 7.67         | n/a          | 0         | n/a       |
|                        | Izquierda Unida (IU)                              | 135          | 2.74         | n/a          | 1         | n/a       |
|                        | Listas independientes distritales                 | 20           | 0.41         | n/a          | 0         | n/a       |
|                        |                                                   |              |              |              |           |           |
| Total                  | Total                                             | 4,931        |              |              | 6         | ±0        |
|                        |                                                   |              |              |              |           |           |
| Votos válidos          | Votos válidos                                     | 4,931        | 66.97        | n/a          |           |           |
| Votos en blanco        | Votos en blanco                                   | 495          | 6.72         | n/a          |           |           |
| Votos nulos            | Votos nulos                                       | 1,937        | 26.31        | n/a          |           |           |
| Votos emitidos         | Votos emitidos                                    | 7,363        | n/a          | n/a          |           |           |
| Abstenciones           | Abstenciones                                      | n/d          | n/a          | n/a          |           |           |
| Votantes registrados   | Votantes registrados                              | n/d          |              |              |           |           |
|                        |                                                   |              |              |              |           |           |
| Fuente:                |                                                   |              |              |              |           |           |

### Resultados por distrito
Las siguientes tablas enumeran el control de los distritos de la provincia de Utcubamba. El cambio de mando de una organización política se resalta del color de ese partido.
| Distrito     | Alcalde(sa) titular        | Partido político           | Partido político           | Alcalde(sa) electo(a)      | Partido político | Partido político        |
| ------------ | -------------------------- | -------------------------- | -------------------------- | -------------------------- | ---------------- | ----------------------- |
| Cajaruro     | Agustín Sánchez Villalobos |                            | Frente Democrático         | Agustín Sánchez Villalobos |                  | Acción Popular          |
| Cumba        | Sin información disponible | Sin información disponible | Sin información disponible | Flavio Delfina Bazán       |                  | Cambio 93               |
| El Milagro   | Sin información disponible | Sin información disponible | Sin información disponible | Luis Huamán Haro           |                  | Izquierda Unida         |
| Jamalca      | Sin información disponible | Sin información disponible | Sin información disponible | Segundo Villalobos Pérez   |                  | Partido Aprista Peruano |
| Lonya Grande | José Rodríguez Guerrero    |                            | Frente Democrático         | Antonio Aguilar Tapia      |                  | Cambio 93               |
| Yamón        | Sin información disponible | Sin información disponible | Sin información disponible | Rogelio Cardozo Mego       |                  | Acción Popular          |